# Bahnstrecke Les Arcs–Draguignan
| Karte der Strecke im Zustand nach 1992 |                                                                      |                                                          |                                                        |
| Streckennummer (SNCF): | 943 000                                                              |                                                          |                                                        |
| Streckenlänge: | 12,6 km                                                              |                                                          |                                                        |
| Spurweite: | 1435 mm (Normalspur)                                                 |                                                          |                                                        |
| Stromsystem: | Les Arcs–La Motte–Ste-Roseline 25 kV – 50 Hz ~                       |                                                          |                                                        |
| |                                                                      |                                                          |                                                        |
| Gesellschaft: | 1859–1937: PLM 1938–1997: SNCF 1997–2014: RFF seit 2015: SNCF Réseau |                                                          |                                                        |
| \| \| \| Strecke Marseille–Ventimiglia von Marseille \| \| \| \| 0,0 \| Les Arcs \| 62 m \| \| \| \| Strecke Marseille–Ventimiglia nach Ventimiglia \| \| \| \| 4,5 \| La Motte–Ste-Roseline \| 109 m \| \| \| \| Anschlussgleis camp militaire de La Motte-Ste-Roseline \| \| \| \| 4,9 \| \| \| \| \| 8,6 \| Trans-en-Provence \| Trans-en-Provence \| \| \| 10,3 \| Brücke über die Nartuby \| Brücke über die Nartuby \| \| \| \| Bahnstrecke Meyrargues–Nizza von Nizza (1889–1950) \| \| \| \| 12,5 \| Draguignan \| 181 m \| \| \| \| \| \| \| \| \| Bahnstrecke Meyrargues–Nizza nach Meyrargues (1889–1950) \| \| |                                                                      |                                                          |                                                        |
| Strecke |                                                                      | Strecke Marseille–Ventimiglia von Marseille              | Strecke Marseille–Ventimiglia von Marseille            |
| Bahnhof | 0,0                                                                  | Les Arcs                                                 | 62 m                                                   |
| Abzweig geradeaus und nach rechts |                                                                      | Strecke Marseille–Ventimiglia nach Ventimiglia           | Strecke Marseille–Ventimiglia nach Ventimiglia         |
| Dienststation / Betriebs- oder Güterbahnhof | 4,5                                                                  | La Motte–Ste-Roseline                                    | 109 m                                                  |
| Abzweig geradeaus und nach rechts |                                                                      | Anschlussgleis camp militaire de La Motte-Ste-Roseline   | Anschlussgleis camp militaire de La Motte-Ste-Roseline |
| | 4,9                                                                  |                                                          |                                                        |
| Bahnhof (Strecke außer Betrieb) | 8,6                                                                  | Trans-en-Provence                                        | Trans-en-Provence                                      |
| Brücke über Wasserlauf (Strecke außer Betrieb) | 10,3                                                                 | Brücke über die Nartuby                                  | Brücke über die Nartuby                                |
| Strecke quer · Kreuzung geradeaus unten · Strecke von rechts (außer Betrieb) |                                                                      | Bahnstrecke Meyrargues–Nizza von Nizza (1889–1950)       | Bahnstrecke Meyrargues–Nizza von Nizza (1889–1950)     |
| Kopfbahnhof Streckenende (Strecke außer Betrieb) · Bahnhof | 12,5                                                                 | Draguignan                                               | 181 m                                                  |
| |                                                                      |                                                          |                                                        |
| |                                                                      | Bahnstrecke Meyrargues–Nizza nach Meyrargues (1889–1950) |                                                        |

Die heute nur noch teilweise existierende Bahnstrecke Les Arcs–Draguignan verband Les Arcs an der Bahnstrecke Marseille–Ventimiglia mit der Stadt Draguignan. Nach Einstellung des Personenverkehrs im Jahr 1980 wurde die sieben Kilometer lange nördliche Teilstrecke zwischen La Motte–Ste-Roseline und Draguignan 1992 stillgelegt, während der knapp fünf Kilometer lange südliche Abschnitt weiterhin dem Güterverkehr dient.

## Geschichte
Der topographisch einfachste Landweg zwischen der westlichen Provence und der östlichen Côte d’Azur führt durch das Tal der Argens und wurde bereits durch die römische Via Aurelia genutzt. Mitte des 19. Jahrhunderts aufgestellte Pläne für eine Bahnverbindung aus dem Raum Marseille nach Nizza sahen entsprechend ebenfalls diese Streckenführung vor. Die Stadt Draguignan liegt abseits dieser Route einige Kilometer nördlich der Argens, war jedoch regionales Zentrum, Hauptstadt des Départements Var und wachsender Militärstandort. Die Compagnie des chemins de fer de Paris à Lyon et à la Méditerranée (PLM) erhielt daher am 11. April 1857 neben der Konzession zum Bau einer Strecke von (Marseille–)Toulon nach Nizza zugleich auch die Konzession für eine Zweigstrecke nach Draguignan. Die déclaration d’utilité publique, die in Frankreich nötige rechtliche Feststellung des Gemeinwohls, folgte zum 3. August 1859.
Nach der Eröffnung des Teilstücks Toulon–Les Arcs der Strecke Marseille–Ventimiglia am 1. September 1862 und des folgenden Abschnitts bis Cagnes-sur-Mer am 10. April 1863 wurden gleichzeitig sowohl die weitere Verlängerung der Hauptstrecke bis Nizza als auch die Zweigstrecke von Les Arcs nach Draguignan gebaut. Beide Verbindungen wurden am 18. Oktober 1864 eröffnet.
1886 wurden unter Regie der Chemins de fer du Sud de la France ausgehend von Draguignan die Bauarbeiten an der meterspurigen Bahnstrecke Meyrargues–Draguignan–Nizza aufgenommen, deren Bahnhof in Draguignan unmittelbar neben dem Bahnhof der PLM errichtet wurde. Mit der schrittweisen Fertigstellung der Schmalspurstrecke in den Jahren 1888 bis 1890 entwickelte sich ein reger Umsteige- und Umladeverkehr zwischen den beiden Stationen.
Die Konkurrenz durch den aufkommenden Individualverkehr in Verbindung mit der Lage abseits der Hauptstrecke führten ab den 1930er-Jahren zu rückläufigen Einnahmen im Reiseverkehr. Die Société nationale des chemins de fer français (SNCF), in der die PLM 1938 aufgegangen war, stellte den regulären Personenverkehr zwischen Les Arcs und Draguignan daher zum 25. Februar 1940 ein. Nach dem Zweiten Weltkrieg wurde ab dem 1. Juli 1945 wieder Reiseverkehr angeboten. Die 1944 durch deutsche Truppen beschädigte und nur auf Teilabschnitten wieder in Betrieb genommene Schmalspurbahn Meyrargues–Draguignan–Nizza wurde hingegen zum 2. Januar 1950 vollständig stillgelegt.
Zur Anbindung des ab 1969 auf einem Plateau in den Voralpen nördlich von Draguignan eingerichteten Truppenübungsplatzes Camp de Canjuers sowie weiterer Militärinstallationen wurden ab Mitte der 1970er-Jahre Ladegleise neben dem Bahnhof La Motte–Ste-Roseline errichtet. Diese umfangreichen, als camp militaire de La Motte-Ste-Roseline bezeichneten Anlagen wurden im Mai 1977 in Betrieb genommen. Sie können mit der Elektrifizierung des Streckenabschnitts von Les Arcs bis La Motte–Ste-Roseline seit 22. Dezember 1977 auch direkt mit Elektrolokomotiven erreicht werden.
Am 27. September 1980 verkehrten die letzten Reisezüge zwischen Les Arcs und Draguignan. Güterverkehr wurde auf dem nicht elektrifizierten, nördlich von La Motte–Ste-Roseline gelegenen Abschnitt noch bis 1989 angeboten. Am 24. September 1989 folgte die Schließung dieses Abschnitts; zum 18. September 1992 die formale Stilllegung (déclassement).

## Streckenverlauf
Ausgehend vom Bahnhof Les Arcs führt die Strecke Richtung Draguignan im Tal der Argens Richtung Nordosten und beschreibt beim Weiler Sainte-Roseline eine Kurve Richtung Norden. Im Bahnhof La Motte–Ste-Roseline quert die Bahnstrecke die vierspurige Route départementale 1555 (zeitweise Route nationale 557) höhengleich per Bahnübergang.
Bahnstrecke und Straße folgen ab hier nordwärts der Nartuby. Im weiteren Verlauf querte die in diesem Abschnitt 1992 stillgelegte Strecke die Straße ursprünglich erneut, wurde hier aber beim vierspurigen Ausbau der Straße unterbrochen. Die Bahntrasse tangiert den Ortskern von Trans-en-Provence im Westen und führt anschließend in nördlicher Richtung weiter Richtung Draguignan. Die im Süden von Draguignan gelegene Brücke über Nartuby ist das einzige größere Kunstbauwerk der Bahnstrecke. Das Ende der Trasse am früheren Bahnhof Draguignan liegt südlich der Altstadt.

## Bahnhöfe

### Les Arcs
Der Bahnhof von Les Arcs wurde am 1. September 1862 zusammen mit dem Streckenabschnitt Toulon–Les Arcs der Bahnstrecke Marseille–Ventimiglia eröffnet. Mit deren Verlängerung Richtung Nizza und der Inbetriebnahme der Strecke nach Draguignan wurde er zum Trennungsbahnhof. Westlich und südlich der Bahnsteiggleise für den Personenverkehr entstanden umfangreiche Gleisanlagen für den Güterverkehr. Südlich der Anlagen für den Personenverkehr wurde ferner ein kleines Bahnbetriebswerk errichtet, das bis in die 1950er-Jahre existierte.
Nach der Einstellung des Schienenpersonenverkehrs zwischen Les Arcs und Draguignan erhielt der Bahnhof Les Arcs den Namen Les Arcs-Draguignan, um seine Rolle als Umstiegspunkt und Zielbahnhof für Fahrgäste nach Draguignan herauszustellen.

### La Motte–Ste-Roseline
In La Motte–Ste-Roseline, zwischen den beiden namensgebenden Orten gelegen, bestand in den ersten rund 100 Betriebsjahren neben dem Streckengleis ein kurzes, beidseitig an das Hauptgleis angeschlossenes Ladegleis. 1972 wurde ein Anschlussgleis zu einer westlich des Hauptgleises gelegenen Fabrik errichtet. In der zweiten Hälfte der 1970er-Jahre entstanden östlich des Streckengleises die umfangreichen Anlagen des militärischen Umschlagbahnhofs camp militaire de La Motte-Ste-Roseline.

### Trans
Der nordwestlich des Ortskerns von Trans-en-Provence gelegene Bahnhof Trans besaß auf der Ostseite des Streckengleises ein Nebengleis zum Güterschuppen.

### Draguignan
In Draguignan existierten umfangreiche Bahnhofsanlagen. Der Endbahnhof besaß zwar nur eine Bahnsteigkante, jedoch bestanden ausgedehnte Anlagen zur Abstellung und Behandlung von Zügen sowie für den Güterumschlag.
Der Bahnhof Draguignan der schmalspurigen Bahnstrecke Meyrargues–Draguignan–Nizza lag unmittelbar südlich des PLM- bzw. SNCF-Bahnhofs. Für den Güterumschlag existierte eine Umladehalle und -rampe, die von je einem Gleis in Regel- und Meterspur erreicht wurde.
Nach der Einstellung des Reiseverkehrs wurde auf der bisherigen Gleisseite des Empfangsgebäudes ein Busbahnhof mit überdachten Bussteigen angelegt. Der Zugang dazu erfolgt durch das Empfangsgebäude, in dem weiterhin Bahn- und Busfahrscheine angeboten werden.

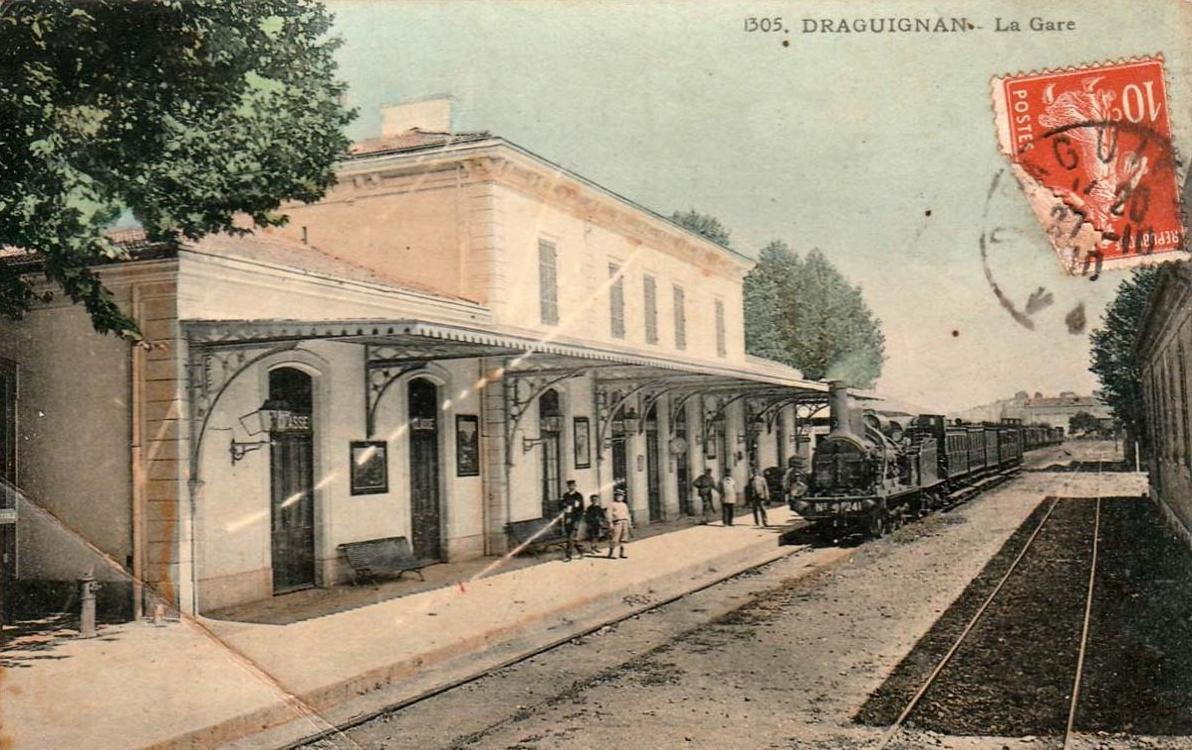
Ankunft eines Zuges, 1910
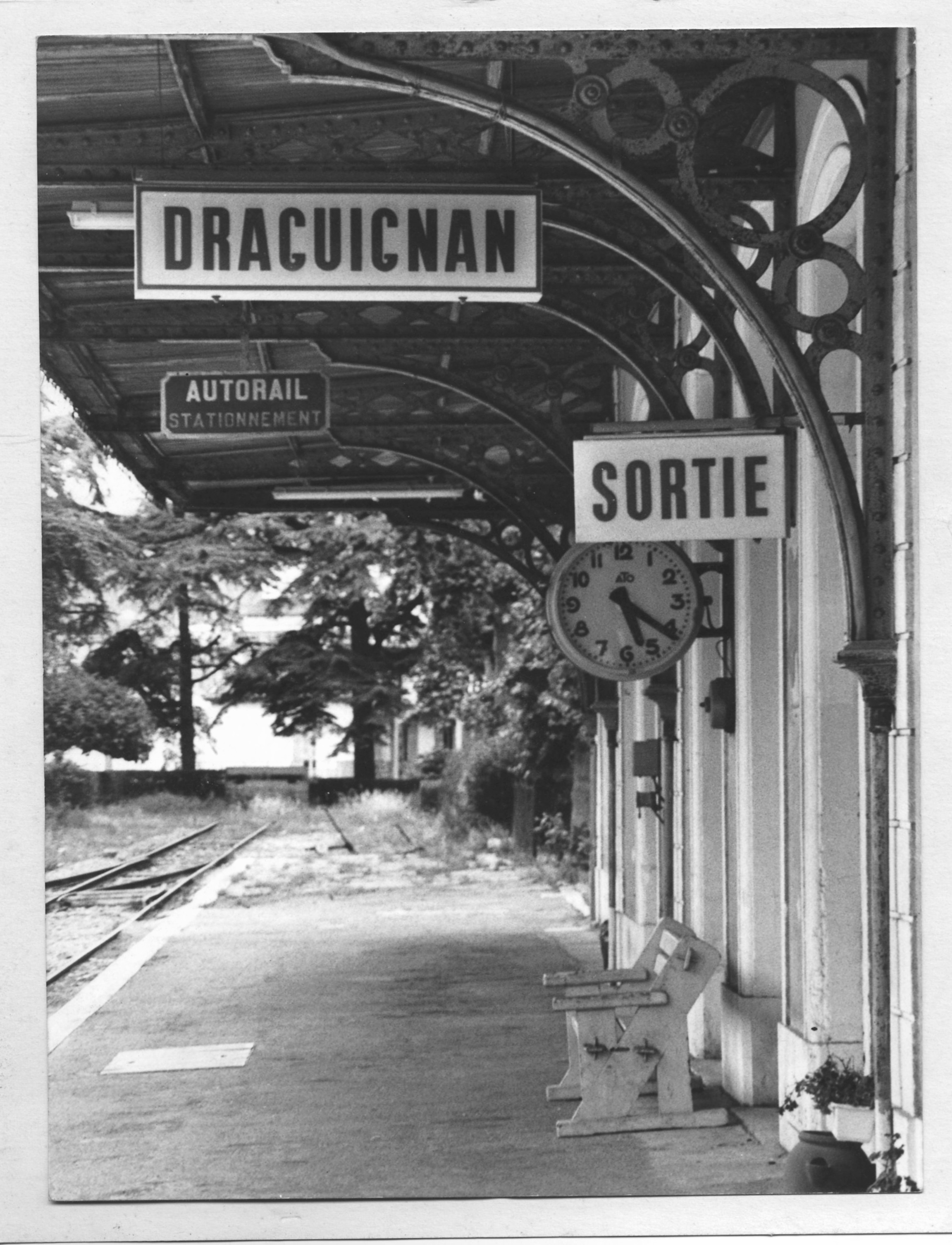
Bahnsteig, 1981
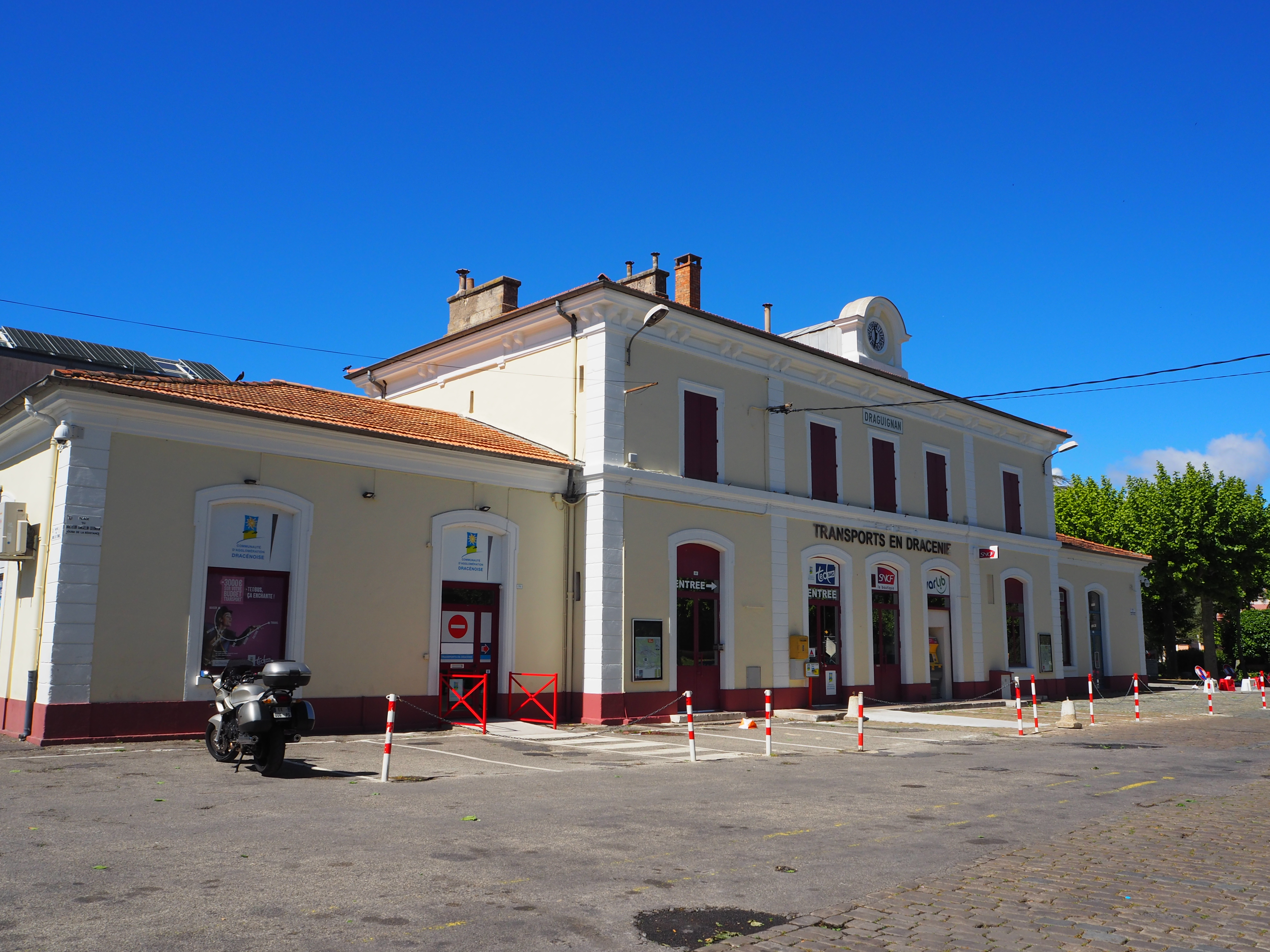
Empfangsgebäude, 2017

## Verkehr

### Personenverkehr
1926 enthielt der Fahrplan der PLM acht Personenzugpaare zwischen Les Arcs und Draguignan. Das Kursbuch des Jahres 1936 sah in Tabelle 666-B fünf Zugpaare zwischen Les Arcs und Draguignan vor. Zwei davon wurden mit Dieseltriebwagen gefahren, wovon wiederum ein Zugpaar eine Direktverbindung von bzw. nach Toulon herstellte. Zusätzlich wurden pro Richtung sieben Busfahrten angeboten.
In den letzten Betriebsjahren, etwa in den Fahrplänen der Jahre 1956, 1967 und 1972 (Kursbuchtabelle 507), wurden nur noch zwei Personenzugpaare zwischen Les Arcs und Draguignan angeboten. Morgens gegen 6 Uhr verließ je ein Zug mit Ziel Marseille und Nizza den Bahnhof Draguignan, dessen jeweiliger Gegenzug abends nach 20 Uhr zurückkehrte.

### Güterverkehr
Insbesondere seit der Errichtung des Truppenübungsplatzes Camp de Canjuers nördlich von Draguignan werden auf der Strecke vor allem militärische Güter befördert. Seit der Einstellung des Güterverkehrs auf dem Abschnitt nördlich von La Motte–Ste-Roseline ist der dortige Umschlagbahnhof die einzige Lademöglichkeit an der Strecke. Sporadisch werden diese Anlagen auch zum Umschlag ziviler Güter, beispielsweise Pipeline-Rohren im Jahr 2011, genutzt.